# Sínautóbusz

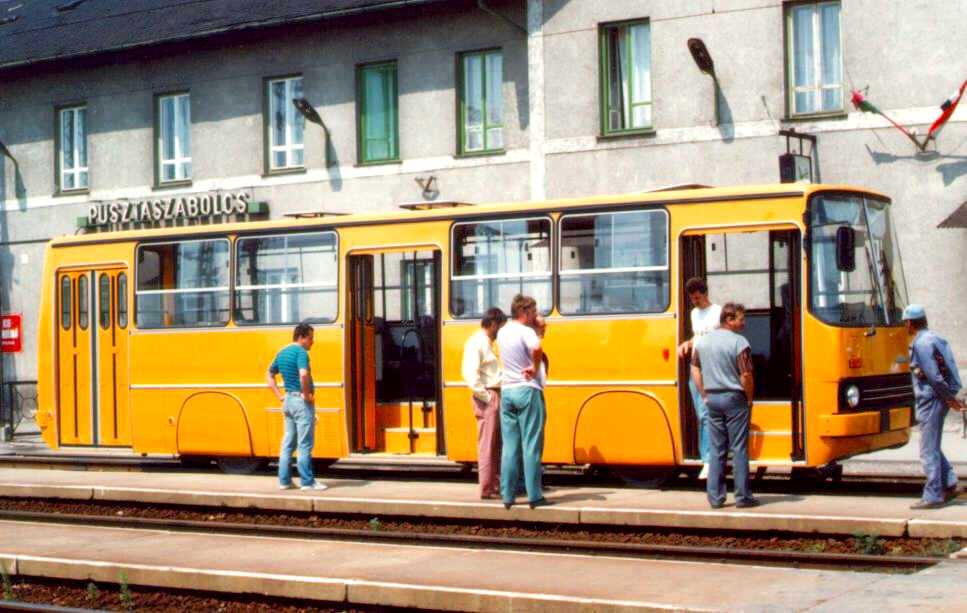
MÁV Ikarus 260, egy magyar sínautóbusz

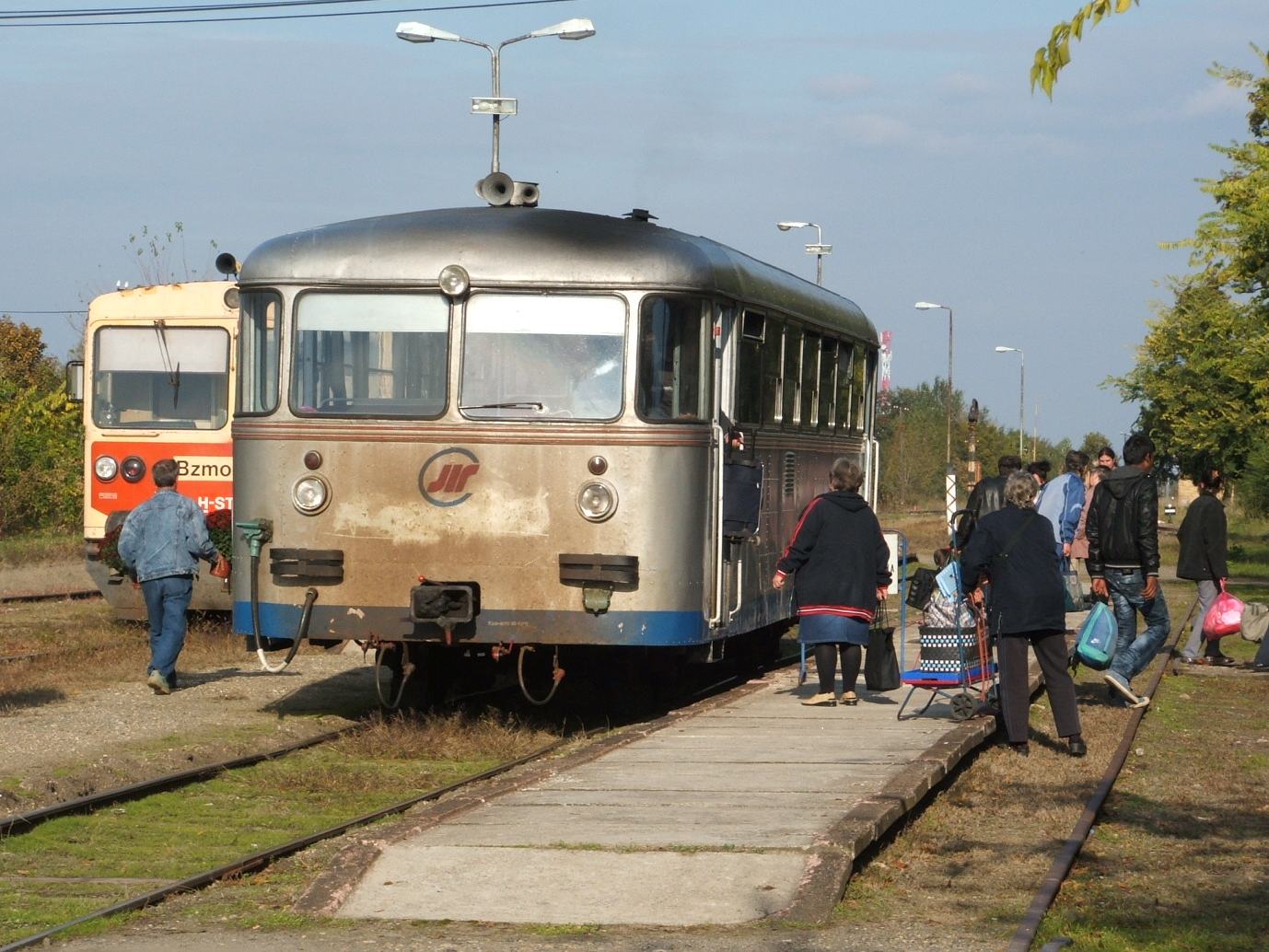
Német Uerdinger Schienenbus Horgoson

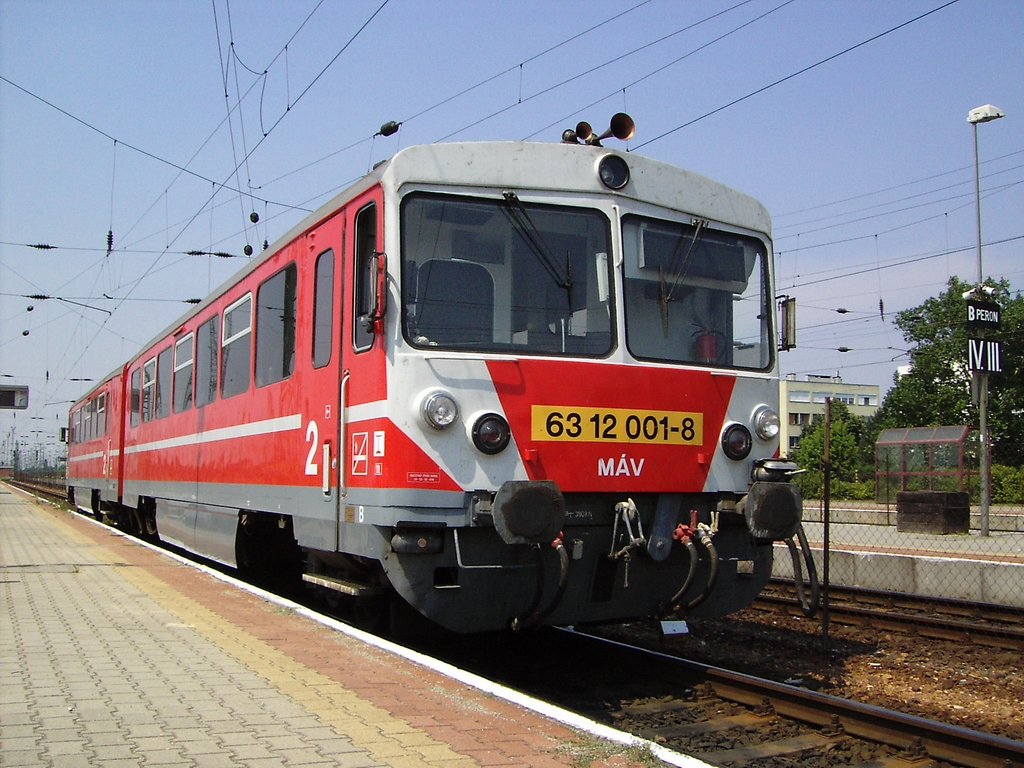
Bzmot. A köznyelv sínbuszként beszél a kisebb dízelüzemű mellékvonali motorkocsikról is.

A sínautóbusz – röviden sínbusz – az autóbusz, vagy autóbusz-koncepció, vagy autóbusz-részegységek vasúti járműként való felhasználást jelenti. A sínautóbusz technikailag motorkocsinak minősül, hiszen a vontatáshoz szükséges erőgép és a szállított személyek vagy áruk azonos járműegységen helyezkednek el. Sínbuszokkal általában pótkocsikat nem vontatnak, azok leggyakrabban önmagukban közlekednek. A sínbusz köznyelvi fordulatként nagyon elterjedt, a köznyelv sínbuszként beszél a kisebb dízelüzemű mellékvonali motorkocsikról (pl. Bzmot) is.

## Sínautóbuszok Magyarországon
A Duna–Száva–Adria Vasút számára a Ganz és Társa 1925-ben már épített sínautóbuszt. A jármű felépítménye a kor autóbuszaira hasonlított, ám a masszív szegecselt főkeret, illetve a vasúti futóművek  erősítették a motorkocsi-jelleget. 1934-ben kezdődött az Árpád sorozatú sínautóbusz története, szintén a Ganz-gyártól. Ez a jármű sokkal inkább a motorkocsikra hasonlított, sínbusznak csak a koncepciója miatt nevezeték: a befogadóképessége, utaskényelmi szolgáltatásai inkább egy buszhoz tették hasonlóvá.
A második világháború alatt a budapesti és debreceni villamosüzem átalakított autóbuszokat kezdett sínbuszként üzemeltetni. Ezek előtte autóbuszként közlekedtek, az átalakítás pedig kizárólag a futóművet érintette (egy nyitott kivitelről is van dokumentáció). A budapesti járműveket a világháború után vissza is alakították busszá.
A későbbiek folyamán még voltak sínbusz-tervek. Többek között a pusztaszabolcsi kocsijavítóban egy 200-as szériából származó Ikarus távolsági buszt át is építettek sínjáróvá, azonban a két merev tengely közötti nagy távolság az ívekben való közlekedést problémássá tette, valamint egyéb műszaki aggályok is felmerültek. Az autóbusz visszaalakítása óta Szentes környékén közlekedik, helyközi autóbuszként. Hasonló kezdeményezés volt a Ganz részéről az Autorail sínbusz, mely egy iker-motorkocsi volt, jelentős részben Ikarus alkatrészekből felépítve.

## Sínautóbuszok külföldön
Németországban 1951-ben rendeltek meg először prototípust az ún. Schienen-Straßen Omnibusból (röviden SchiStra Bus). Ez egy különleges autóbusz volt, amely alá két speciális vasúti forgóvázat lehetett tolni a sínen való közlekedés idejére. A művelet időigényes volt, ezért csak 1967-ig voltak ilyen járművek forgalomban.

## Források

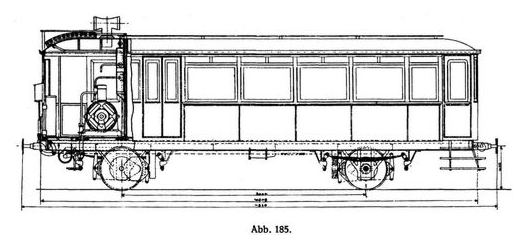
Weitzer János Tr. benzin-villamos sínautóbusz 1903/1906 – …